# Mini (marcă auto)
Mini (stilizat ca MINI) este o marcă de automobile britanică fondată în 1969, deținută de compania germană de automobile BMW din 2000 și folosită de aceștia pentru o serie de mașini mici asamblate în Anglia și Țările de Jos.
Mașina, proiectată de Frank Stephenson, este vândută ca o reinterpretare  "retro" a automobilului original Mini, care a fost produs de către British Motor Corporation și succesorii acesteia între 1959 și 2000.  Numele se scrie cu majuscule pentru a îl deosebi de predecesorul său. La lansarea oficială, mașina a fost prezentată ca fiind "NOUL MINI", dar este mai întâlnită denumirea "BMW Mini". La început dezvoltat de către grupul Rover, și vândută sub marca Rover , fabricată fiind la uzina Longbridge, proiectul MINI a fost reținut de către BMW când s-a debarasat de către Rover în 2000. MINI este asamblată în Cowley, Oxford, Anglia, în ceea ce înainte a fost Pressed Steel Company, cunoscută sub denumirea de Fabrica Oxford.
Modelele fabricate între anii 2001 și 2006 includ patru variante hatchback: varianta de bază "MINI One", varianta cu motor diesel "MINI One/D", sportiva "MINI Cooper" și varianta cu motor supra-alimentat "MINI Cooper S".  În anul 2005 a fost adăugată opțiunea decapotabilă.  În noiembrie 2006 o versiune îmbunătățită a lui MINI a fost lansată, cunoscută neoficial sub denumirea "Mk II MINI".. Mk II este disponibilă numai în varianta cu acoperiș metalic în anul 2007.

## Istorie
MINI a fost proiectat să înlocuiască modelul Rover 100 și mai spațiosul Rover 200, ambele fiind nepotrivite pentru piața modernă a automobilelor. MINI era menită să înlocuiască modelele ieftine de Rover 200, și modelele mai scumpe de Rover 100, iar Rover 35 să înlocuiască modelele mai scumpe de Rover 200 și cele ieftine de Rover 400. După renunțarea la MG Rover, MINI a fost comercializată mai degrabă ca o mașină mică și elegantă de oraș, decât ca înlocuitorul pentru 100 și 200.

## Modele

### Modele BMC/BL/Rover (1959–2000)

#### Mini Mark I (1959–1967)

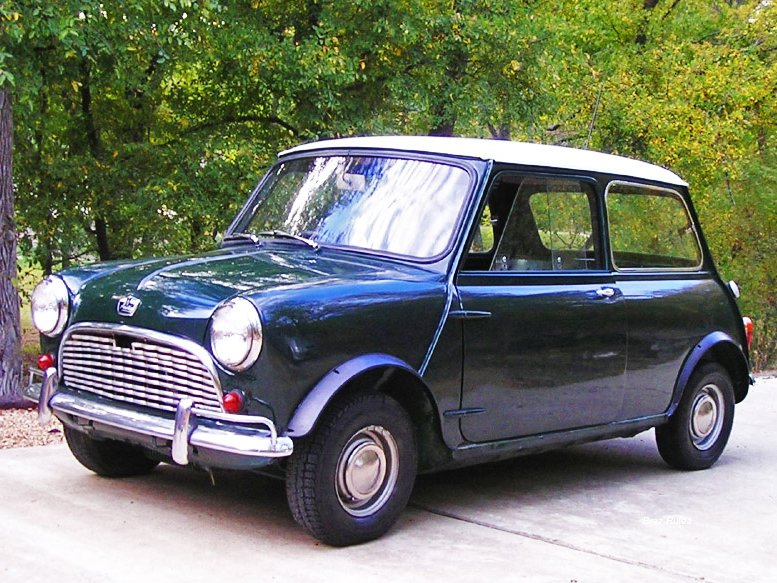
Un Austin Mini Super-Deluxe din 1963

Lansat în august 1959, Mark 1 Mini (nume de cod ADO 15) a fost comercializat inițial ca Austin Seven și Morris Mini-Minor.
Mini Mark I poate fi identificat prin balamalele exterioare ale ușilor, geamul ușii glisante, farurile spate mai mici decât mașinile ulterioare și o grilă „mustață”. Motorul din seria A a venit într-o gamă largă de capacități, inițial de 848 cmc, dar ulterior au fost adăugate motoarele de 997, 998, 1071 și 1275 cmc. Mașinile non-Cooper aveau cutii de viteze cu selector „baghetă magică”, în 4 trepte (fără sincronizare la prima), în timp ce Cooper are un schimbător de distanță. O transmisie automată în 4 trepte a fost introdusă în 1965.
În 1960, a fost lansată o dubă cu 2 locuri, împreună cu un break, ambele împărțind un ampatament mai lung, iar în 1961 a fost introdus o camionetă, bazat tot pe ampatamentul mai lung al break-ului.

#### Mini Mark II (1967–1970)
Mini a primit câteva modificări minore în 1967, vândut ca Austin sau Morris Mini pe majoritatea piețelor.

#### Mini Mark III–VII (1969–2000)

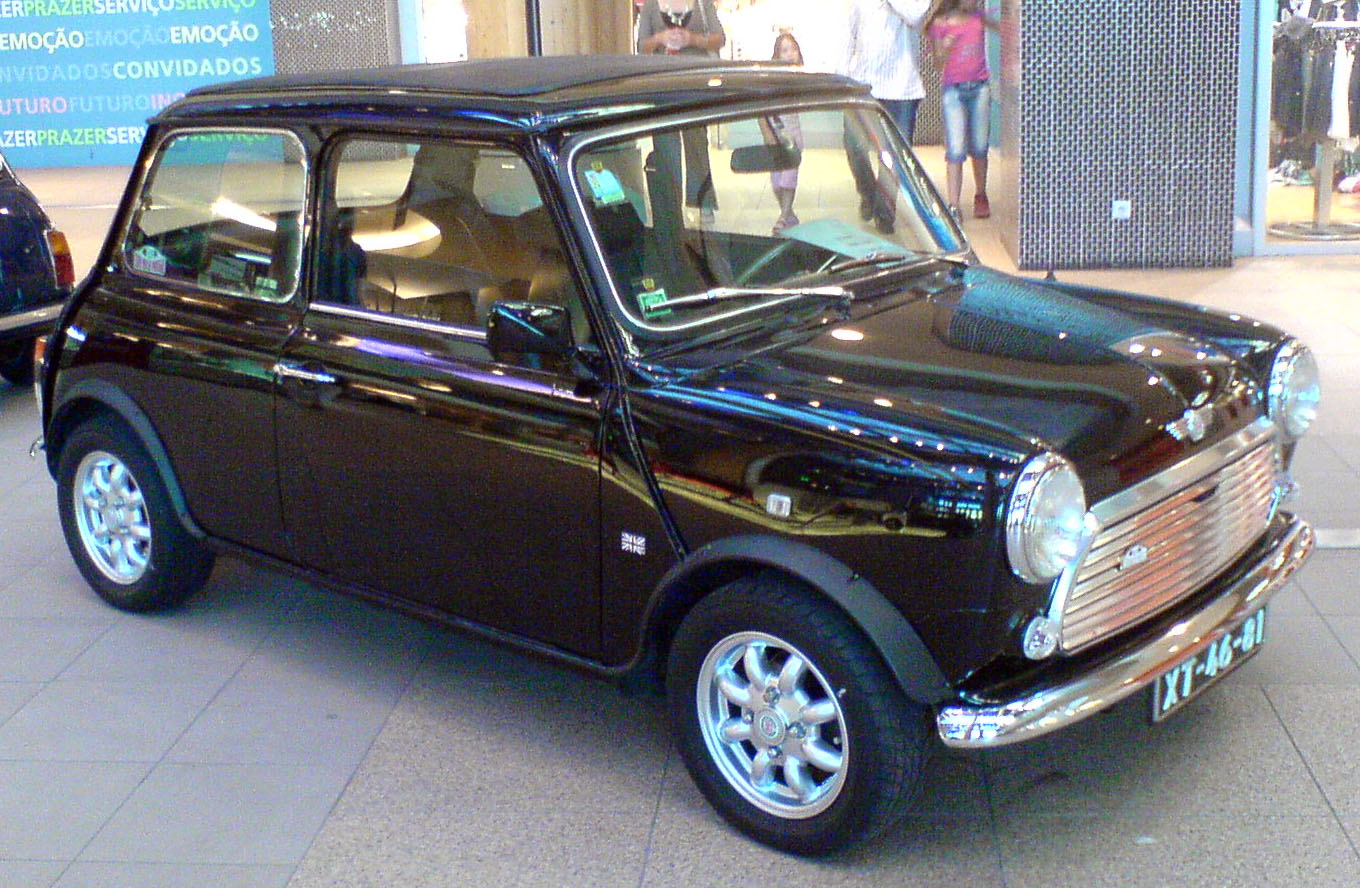
Un Mini Mark VI, în producție din 1990 până în 1995.

Mini Mark III a fost lansat în 1969, care era o versiune actualizată a lui Mark II cu o caroserie modificată. Cele mai vizibile modificări au fost ușile mai mari cu balamale ascunse. Capota portbagajului și-a pierdut plăcuța de înmatriculare originală cu balamale, iar în locul său a fost montată o lampă mare, cu coduri de culoare, împreună cu geamurile laterale din spate mai mari. Geamurile glisante au fost înlocuite cu ferestre înfășurate—deși unele Mini-uri Mark I de fabricație australiană adoptaseră această caracteristică din 1965 (cu geamuri care se deschid). Suspensia a revenit de la Hydrolastic la conuri de cauciuc, ca măsură de economisire a costurilor. Producția la uzina Cowley a fost încheiată, iar numele simplu „Mini” a înlocuit complet mărcile separate Austin și Morris.
Mark IV, lansat în 1976, a introdus un subcadru frontal montat din cauciuc, cu șuruburi unice turn și bucșe mai mari în cadrul din spate. În plus, au fost introduse semnalizatoare cu două manete cu pedale mai mari, iar din 1977 lămpile indicatoare din spate aveau luminile de marșarier încorporate.
Mark V, lansat în 1984, a introdus discuri de frână de 210 mm și arcuri de roți din plastic (arcuri mici speciale), dar a păstrat aceeași formă a caroseriei de la Mark IV.
Pentru Mark VI, lansat în 1990, punctele de montare a motorului au fost mutate înainte pentru a putea încorpora motoare de 1.275 cc și include versiunea cu carburator HIF, plus versiunea cu injecție de combustibil într-un singur punct care a apărut în 1991. Motoarele de 998 cc au fost scoase din gamă. Deschiderea din habitaclu a capotei a fost introdusă din 1992.
Mark VII, lansat în 1996, a fost versiunea finală a originalului Mini cu două uși. Pentru acest model a fost introdusă injecția în două puncte cu radiator montat în față, împreună cu un nou tablou de bord pe toată lățimea mașinii și airbag lateral pentru șofer.

### Modele produse de BMW (2001–prezent)

#### Mini Hatch/Hardtop (2001–2006)

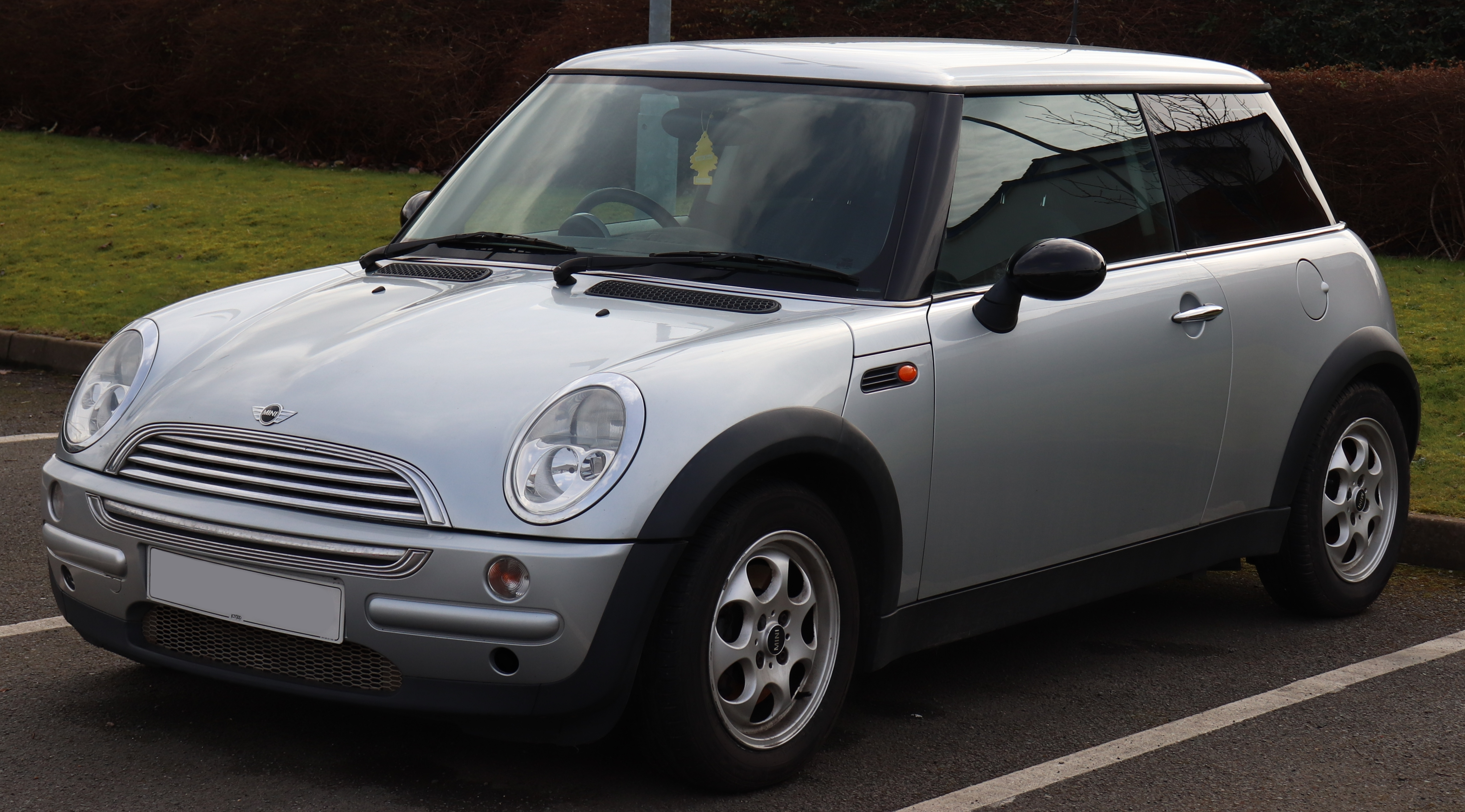
Un Mini One Hatch din 2004 (model pre-facelift)

Toate modelele Mini din 2001 au diferite variante, cum ar fi One (entry-level), Cooper, Cooper S (sporty), și John Cooper Works (JCW) (high-end).
În Grecia și Portugalia, MINI One este propulsată de o versiune de 1.4 litri ale motorului  Tritec, dar toate celelalte versiuni propulsate pe benzină ale MINI folosesc versiunea de 1.6 litri. Din 2004, opțiunea de acoperiș decapotabil a fost lansată pentru întreaga gamă.
Există numeroase moduri de stilizare și de individualizare între modele, una dintre cele mai evidente fiind aceea că Cooper S are o fantă distinctivă pe capotă. Cooper S are de asemenea și două țevi de eșapament care ies în spate, în centrul vehiculului. Versiunea (non-S) Cooper are mai multe părți cromate decât MINI One, având o singură țeavă de eșapament. Versiunea MINI One/D nu are o țeavă de eșapament vizibilă.
Pe anumite piețe, precum cea din Australia și Statele Unite, numai MINI Cooper și Cooper S sunt comercializate din cauza că motorul lui MINI One este considerat că nu furnizează suficientă putere pentru a porni aerul condiționat — o componentă necesară în aceste climate. Totuși, singura diferență între motoarele de pe modelele 'One' și 'Cooper' este economia de carburant, realizată prin intermediul modificării software-ului care rulează pe unitatea de comandă a motorului, care pentru MINI One este setat să optimizeze consumul de carburant, iar pentru  Cooper să facă un compromis între putere și economia de carburant. Aproape 50% dintre toate MINI-urile vândute în Australia și aproximativ 70% dintre cele vândute în Statele Unite sunt modelul de top (cel mai scump) de Cooper S.
Numele de Cooper și Cooper S sunt ecouri ale versiunilor sportive utilizate pentru Mini clasic, care provin la rândul lor din implicarea lui John Cooper și Cooper Car Company. Moștenirea Cooper este accentuată și prin sublinierea modelului de personalizare John Cooper Works (JCW) disponibil pentru MINI. John Cooper a creat și o versiune de curse intitulat MINI one s works. Această mașină are componente suplimentare care să o ajute la îmbunătățirea performanțelor precum eșapament de curse și filtru de aer, precum și o suspensie avansată. Mașina are și roți de 17-inch de curse, unicat.

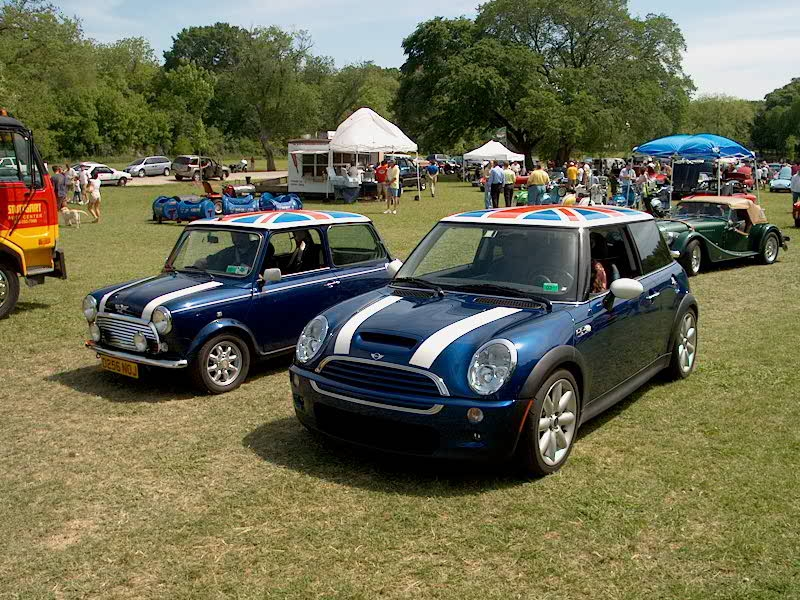
2003 MINI Cooper S și Mk III classic Mini.

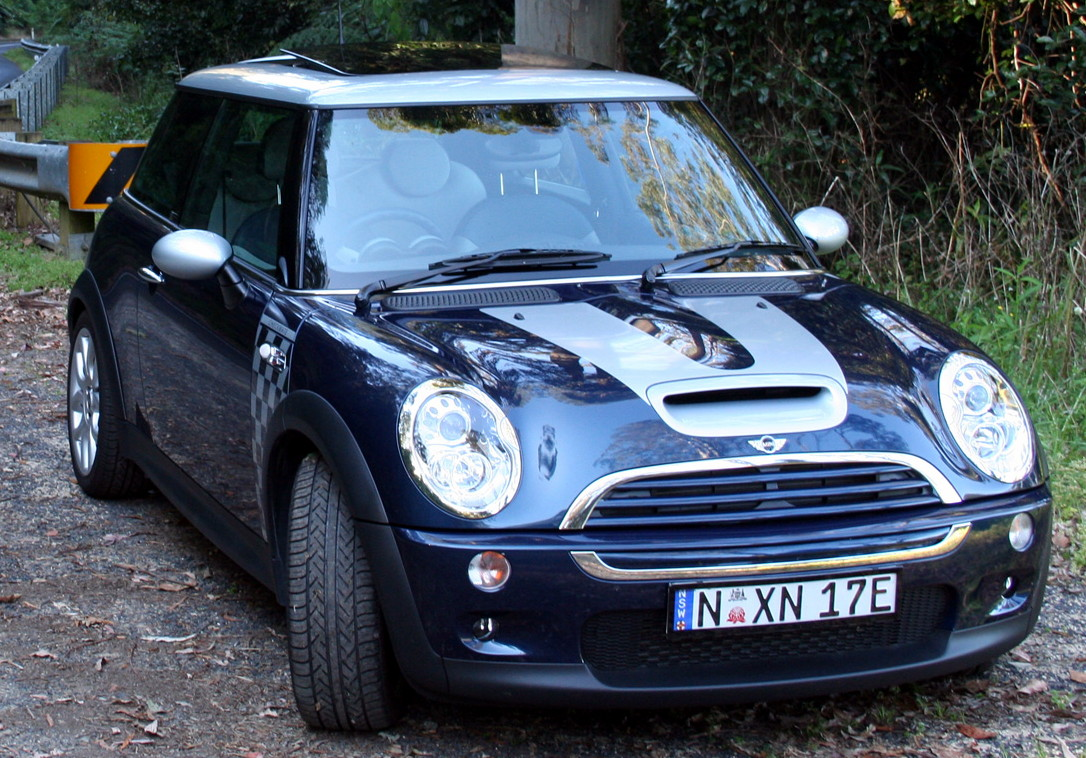
Un MINI Cooper S 2006 Checkmate.

Versiunea "Mk I" MINI One, Cooper și Cooper S folosesc un motor Tritec fabricat în  Brazilia, iar MINI One D folosește un motor diesel fabricat de Toyota. În august 2006, BMW a anunțat că în viitor motoarele vor fi fabricare în UK, ceea ce va duce din nou la o mașină de origine britanică în majoritate, asamblare finală făcându-se la Cowley iar presarea componentelor fiind făcute la filiala BMW din apropiere, la Swindon.
În timp ce MINI modernă nu folosește nimic din soluțiile tehnice folosite pe originalul Mini, reușește totuși să captureze foarte mult din spiritul mașinii clasice. Ca și originalul, utilizează un motor transversal cu patru cilindrii, și tracțiune pe față. Toate cele patru roți sunt dispuse pe colțurile caroseriei, care este alcătuită din două incinte. Stilizarea mașinii, asemenea lui Volkswagen New Beetle, este un design retro care se aseamănă în mod intenționat cu original Mini, cu culori contrastante ale acoperișului, cu linii opționale pe capotă, faruri de raliuri opționale, și cadru negru în jurul arcelor roților.
MINI One și MINI Cooper sunt disponibile cu o transmisie continuă variabilă, sau cu o cutie de viteze manuală convențională Getrag cu cinci viteze. Cooper S are o cutie manuală Getrag cu șase viteze (începând cu modelele din anul 2005) sau o cutie automată.
Ca standard, MINI are 'drive by wire' adminsie electronică, distribuție electronică a frânării, controlul electronic al frânei la viraje și electronic stability control (standard sau opțional, în funcție de model și regiune) pentru a îmbunătății controlul și manevrabilitate în condiții neprielnice.
Adăugarea unui supra-alimentator pentru modelul Cooper S a dus la nevoia de muta bateria în spatele vehiculului, ceea ce a dus la eliminarea spațiului pentru roata de rezervă. Din această cauză modelul vine cu opțiunea standard de folosire a roților sparte.

#### Mini Hatch/Hardtop (2007–2013)
Din noiembrie 2006, versiunile hatchback MINI au fost înlocuite de un nou MINI, alcătuit din modelele MINI Cooper și MINI Cooper S, propulsate de un nou motor de 1.6 litri, dezvoltat în colaborare de către BMW și PSA Peugeot-Citroën. "Vechiul" MINI decapotabil continuă să fie comercializat împreună cu noua gamă de hatchback. Decapotabile Mk II vor fi comercializate începând din  anul 2008. MINI One are un motor de 1.4 litri derivat din același motor care se află pe MINI Cooper și Peugeot 207.
Versiunea mai nouă de "Mk II" MINI (sau R56) folosește noul motor BMW-PSA 1.4/1.6, numit Prince, cu  4 cilindri. Versiunea cu aspirație naturală (non-turbo) ale acestui motor utilizează un sistem numit VALVETRONIC pentru a controla valvele pentru un raport optim de performanță și/sau eficiență. Acest  MINI folosește o arhitectura a trenului de rulare bazat pe cea de pe Peugeot 207 și cea de-a doua generație de Citroën C3. 
R56 Cooper S are injecție directă și Twin Scroll, supra-alimentator cu geometrie variabilă (VGT sau VNT) cu funcție de Overboost pentru un cuplu sporit. Acest motor produce 128 kW (175 Cai putere) și un cuplu de 240 N·m. Funcția de Overboost mărește cuplul pe moment la  260 N·m.
Noul model Cooper D este disponibil din aprilie 2007, cu un motor de 1.6 litri, 16-valve, turbodiesel cu  80 kW (110 Cai putere) și un cuplu de  240 N·m. Și acest model are funcția de e Overboost care mărește cuplul pentru o perioadă de timp până la 260 N·m. 
Inovațiile tehnice includ și servo-direcție electrică prin care se evită luarea din puterea motorului, brațe de transmisie de lungimi egale pentru a elimina diferențele de cuplu, și suspensii sofisticate cu multiple legături, întâlnite de obicei numai pe automobilele cu tracțiune pe spate. 
Cu introducerea lui R56 MINI, transmisiunea de tip CVT a fost retrasă, fiind înlocuită de un sistem de transmisiune automată hidraulică, similară cu cea de pe fostul Cooper S. Această cutie de viteze este disponibilă pe întreaga gamă de MINI R56, și va apărea în sfârșit pe Cooper D din 2008. În plus, sevo-direcție cu paddle-shift este disponibilă de asemenea.

#### Mini Convertible/Cabrio (2004–prezent)

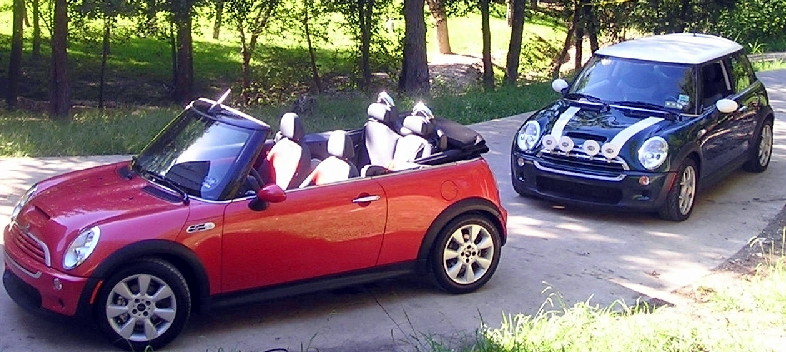
Un MINI Cooper S 2005 Decapotabil (Portocaliu/Negru) și un MINI Cooper S 2003 (British Racing Green/Alb)

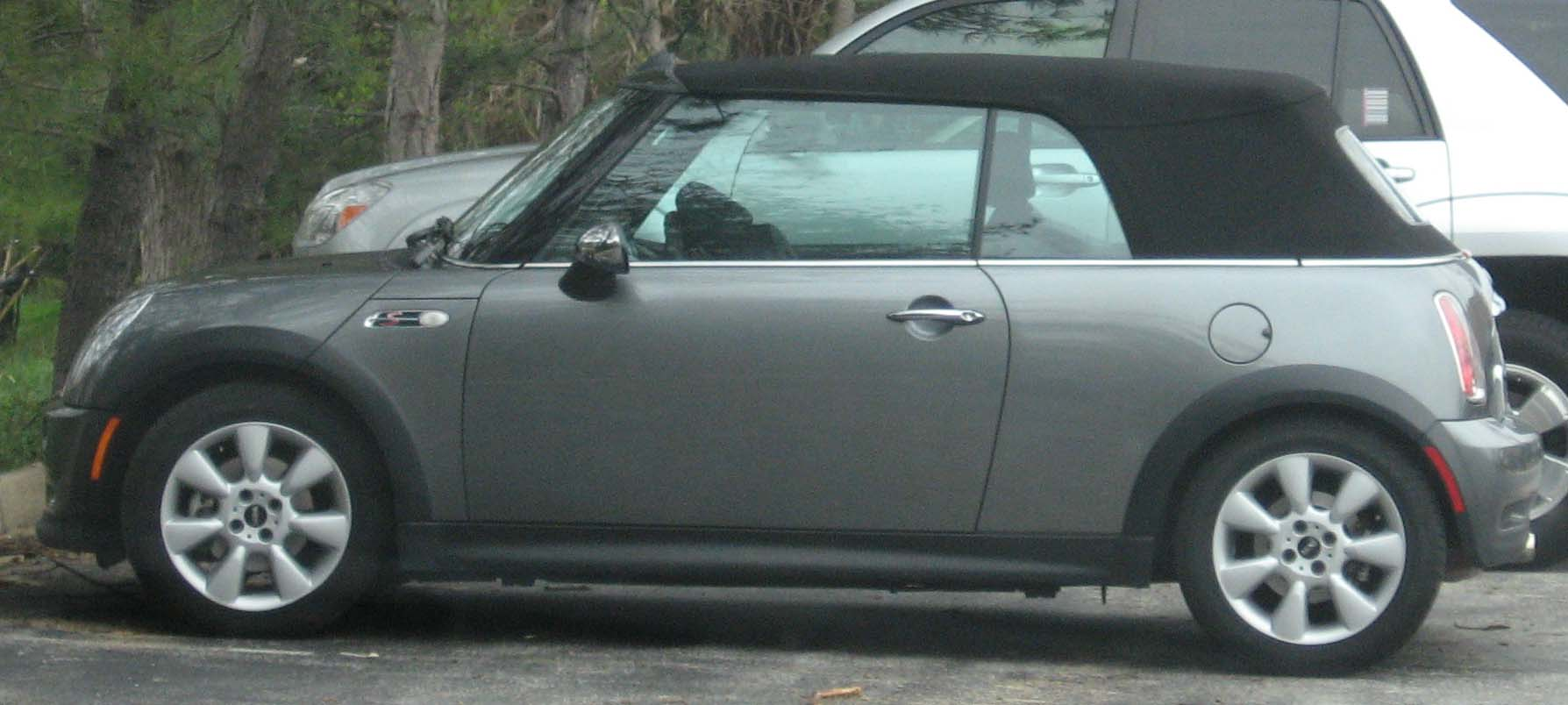
Mini Cooper S decapotabil, cu acoperișul ridicat

La Salonul Auto de la Geneva din 2004, MINI a prezentat versiunea cabriolet (decapotabilă) care a fost pusă în vânzare în anul 2005, pentru versiunile One, Cooper și Cooper S. Acoperișul este în totalitate automat - un lucru neobișnuit la o asemene mașină mică - și poate fi deschis parțial pentru a se folosi ca parasolar în timp ce mașina rulează cu viteză. Modelul decapotabil întrevedea MINI cu acoperiș solid prins doar în spate - înlocuind designul reminiscent de la Mini clasic și care incorporează mânerele externe proeminente. Decapotabila aduce și două mici ferestre electrice pentru pasagerii din spate, care sunt retractate automat când acoperișul este deschis. Acoperișul este făcut dintr-un material textil cu mai multe straturi de izolație; fereastra din spate este din sticlă și are dezaburire, dar nu are ștergător.
Ca glumă, cumpărătorilor de MINI decapotabile le-a fost cerut să semneze un 'contract' prin care promit să conducă mașina cu acoperișul deschis cel puțin 90% din timp. MINI a făcut și o linie fierbinte (în  Statele Unite: 1-888-DO NOT CLOSE) unde oricine poate să sune pentru a raporta pe proprietarii de decapotabile care merg cu acoperișul închis. Sistemul automat îți prezintă cum poți să joci o festă celui care încalcă contractul.
La North American International Auto Show din 2007, MINI a prezentat o ediție limitată de Mini Cooper S Sidewalk decapotabilă. Caracteristicile tehnice sunt o viteză maximă de 215k, un timp de accelerație de la 0–100 km/h de numai 7.9 secunde, și un cuplu de 220 N·m.

#### Mini John Cooper Works (2006–prezent)
Ultima versiune cu motor Tritec este MINI Cooper S cu John Cooper Works GP Kit, o versiune ușoară, pregătită pentru curse. Finisată manual de către Bertone în Italia, a fost produsă într-o serie limitată de 2000 de autoturisme, dintre care 444 destinate pieței din Marea Britanie (deși până la urmă  au fost vândute 459 de unități). Versiunea GP are numai scaunele din față, mai puține izolații fonice, aer condiționat opțional și alte îmbunătățiri menite să reducă greutatea mașinii, cu o economie de aproximativ 40 kg față de un Cooper S. În plus, mașina are un sistem avansat de frânare și suspensii, precum și 218 cai putere proveniți de la pachetul de modificare a motorului John Cooper Works. În locul scaunelor din spate există mai mult loc pentru pasagerii din față, și spații de depozitare sub acoperiș. Sunt mai multe puncte de unice de individualizare a acestui model precum oglinzi roșii, spoiler de fibră de carbon, jante din aliaj ușor cu patru spițe, o emblemă unică. Disponibilă numai într-o singură schemă cromatică, Thunder Blue cu acoperiș Pure Silver, fiecare mașină este individualizată printr-un număr și au o plăcuță pe bord și acoperiș. Ultima dintre MINI-urile supra-alimentate este un model limitat original, și este de așteptat ca MINI Cooper S cu John Cooper Works GP Kit să devină o piesă de colecție.

#### Mini Clubman (2008–prezent)

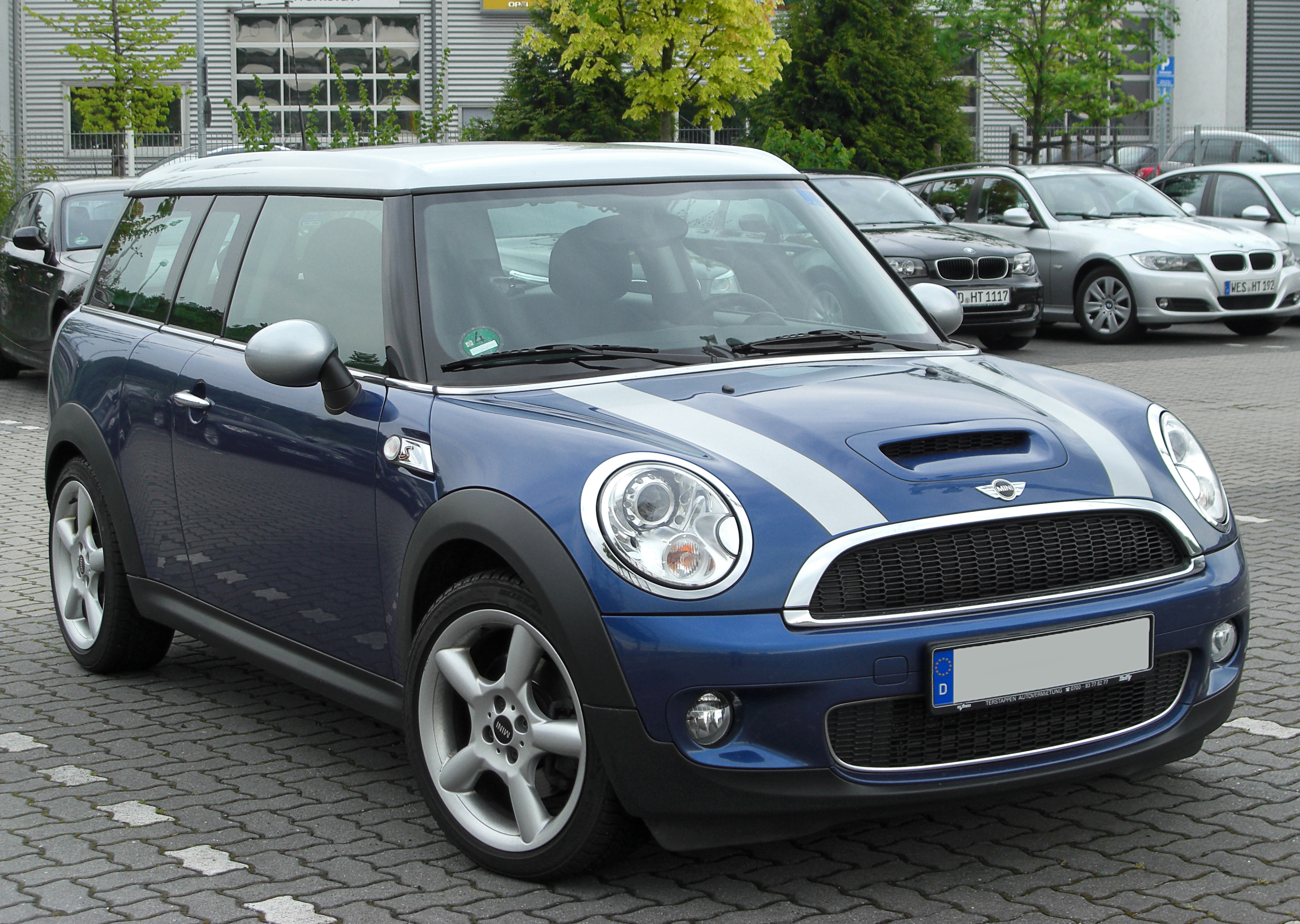
Un Mini Cooper S Clubman

MINI Clubman este un model diferit care poate fi comandat în versiunile Cooper, Cooper D și Cooper S. Are o lungime mai mare cu câțiva centimetri, menită să sporească locul pentru picioare și un portbagaj mai încăpător. Are uși duble pentru portbagaj, în loc de ușă care se deschide în sus. Are de asemenea și ușă de tip suicide door pe dreapta pentru pasagerii din spate.
Numele 'Clubman' este o întrerupere a tradiției clasice Mini.  Clasica Mini Clubman era un automobil cu partea frontală mai pătrățoasă, și cu partea din spate asemănătoare lui Mini standard.  Versiunea break a Mini-urilor clasice erau denumite 'Mini Traveller' și 'Mini Countryman'. Totuși, BMW nu a cumpărat drepturile de utilizare ale acestor nume când au achiziționat drepturile pentru celelalte nume de Mini.

### Prototipuri și concepte de noi modele

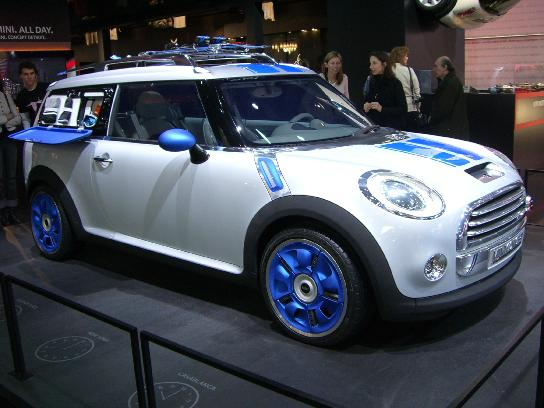
Conceptul MINI Traveller concept prezentat la Detroit Auto Show în 2006

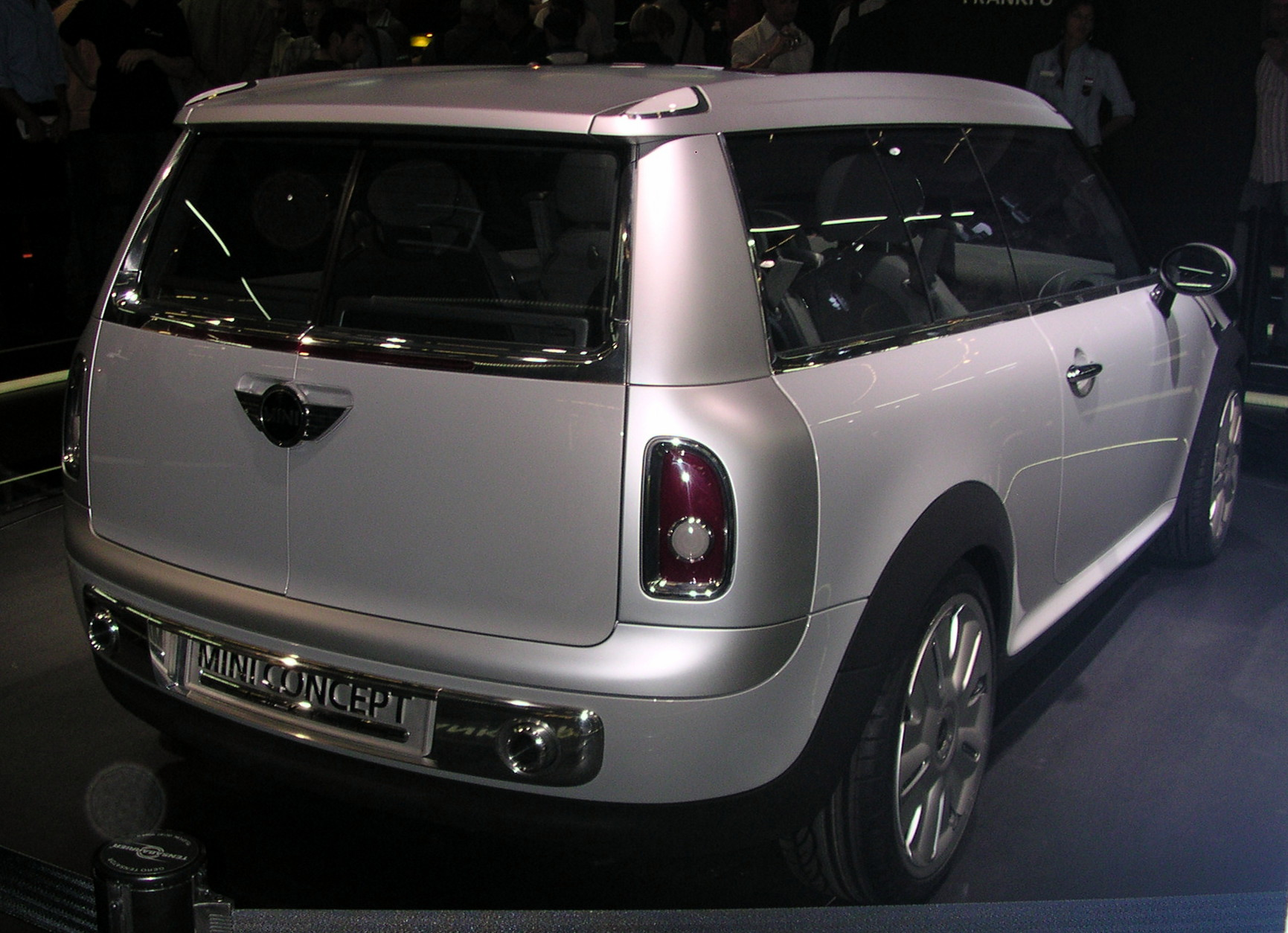
Vedere din spate a lui MINI Traveller

Rover a prezentat pentru prima dată MINI sub numele ACV30 în 1997. Conceptul arăta foarte diferit de MINI-ul care s-a lansat în producție. Avea faruri rotunde, apărătoare pentru roți de mari dimensiuni și un aspect mult mai rotunjit decât modelul intrat în producție.
Înainte de începerea vânzărilor lui MINI, versiuni prototip au fost prezentate la Paris Auto Show din 2000. Acestea erau aproape identice cu versiunea care aveau să fie comercializate, excepție făcând culorile ('Candy Blue' și 'Flamenco Orange'), care nu au fost folosite pentru mașinile din producție.
BMW a prezentat o soluție propulsată prin hidrogen, în 2000 și 2001, MINI-ul găzduind un astfel de motor la Frankfurt Auto Show din 2001.
Un MINI în totalitate electric este folosit de către Ambasada Britanică din Mexico care are aproximativ 200 de kg de baterii Lithium Ion. Aceste MINI-uri electrice au fost folosite și în anumite scene din filmul The Italian Job, pentru reuși să se respecte regulile impuse de autoritățile de la metrou, pentru evitarea unor eventuale accidente cauzate de monoxidul de carbon. PML Flightlink  a dezvoltat un prototip numit "MINI QED", care înlocuia propulsorul convențional cu un motor electric de 160 de cai putere, și care folosea un motor cu ardere internă pentru a genera curentul electric necesar motorului electric.
Pentru versiunile cu o putere sporită a motorului, partea din față de la MINI are tendința să supravireze, o versiune cu tracțiune integrală ar rezolva această problemă. Getrag a prezentat un MINI cu tracțiune integrală în 2004.
La Frankfurt Motor Show din 2005, MINI a prezentat o versiune retro a clasicului 'Mini Traveller'. Conceptul este bazat pe o un șasiu alungit, cu uși pentru pasagerii din spate, și scaune individuale în spate, înlocuind bancheta de pe MINI standard. La Tokyo Auto Show, același concept a apărut cu câteva mici adăugiri - o porțiune circulară a acoperișului se putea desprinde pentru a forma o masă de picnic cu patru scaune pliante. Geamurile laterale fuseseră înlocuite cu compartimente pentru mâncare, veselă și pahare. La Detroit, o altă versiune a fost prezentată, în care nu s-a mai prezentat masa cu scaunele pliante, ci un interior complet restilizat.
Mai multe modele MINI, precum o versiune cu patru uși, un roadster cu 2 uși, și o versiune pentru dune de nisip, au apărut pe internet în diferite momente, fiind generate cu ajutorul graficii computerizate.

#### Țeava de eșapament în formă de cutie de bere
Echipa care se ocupa de proiectarea MINI-ului în anul 2001 terminase modelul din lut. Designer-ul principal Frank Stephenson și-a dat seama ca modelul nu avea țeavă de eșapament. Soluția rapidă a fost să pună o cutie de bere de pe care fusese desprinsă vopseaua, pentru a putea prezenta modelul comitetului de directori. Forma i-a încântat pe membrii comitetului, care i-au cerut să păstreze forma , ceea ce a dus la păstrarea formei și pentru modelul din producția de serie.

### Denumirile interne
Toate modelele MINI au numere din seria R. Acest lucru se datorează tradiției din cadrul Rover Group. Următoarele denumiri sunt cunoscute:
- R50: "Mk I" MINI One și Cooper (original numit R59 cu Rover Group)
- R52: "Mk I" MINI Decapotabilă
- R53: "Mk I" MINI Cooper S
- R55: MINI Clubman[17]
- R56: "Mk II" MINI One, Cooper, S și D
- R57: "Mk II" MINI Decapotabilă
- R58: Un posibil model MINI cu tracțiune integrală

## Poveste de succes

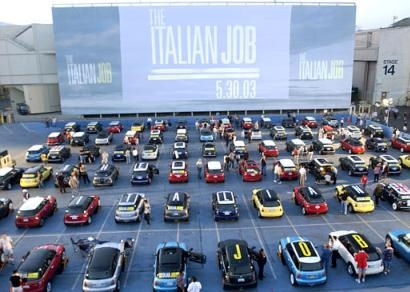
Proprietarii de MINI au fost invitați să vină cu mașinile lor la premiera mondială a The Italian Job

Mașina a fost prezentată în multe filme, cel mai notabil fiind re-ecranizarea din anul 2003 a filmului The Italian Job.
Ca și în cazul lui Mini clasic, noul MINI are un club de entuziaști foarte numeros, datorită unui puternic suport post-vânzare pentru componente destinate sporirii performanțelor sau îmbunătățirii aspectului exterior. O astfel de comunitate duce la sporirea valorii acestei mărci, și confirmă validitate strategiei BMW de a relansa această marcă. MINI Cooper/Cooper S a câștigat titlul de mașina anului din America de Nord în anul 2003.

## Critici
Dr. Alex Moulton, proiectantul sistemului de suspensie de la Mini clasic, a declarat într-un interviu pentru revista MiniWorld, "Este imensă - Mini-ul original este cea mai compactă mașină  din toate timpurile - acesta este un exemplu despre cum nu trebuie făcut. Are un exterior foarte mare și are aceeași greutate ca un Austin Maxi. Protecția la impact a fost dusă mult prea departe. Vreau să zic, ce vreți, o mașină blindată? Este ceva irelevant și nu are treaba cu povestea Mini."
Anumiți admiratori ai lui Mini clasic sunt foarte critici când vine vorba de noul MINI (unii îl numesc BINI, ca prescurtare de la BMW MINI), menționând ca este mult mai lungă și mult mai lată, cu o greutate aproape dublă față de mașina clasică - și totuși are mai puțin loc pentru picioarele pasagerilor din spate și mai puțin loc pentru bagaje. Fără îndoială că acest lucru se datorează cerințelor actuale de siguranță la impact și de dorința de a incorpora aerul condiționat, motorul supra-alimentat cu control asupra nivelului emisiilor, și de un confort sporit al pasagerilor din față. Această părere nu este împărtășită de toți entuziaștii Mini-ului clasic, unii dintre ei văd în noul MINI o evoluție a conceptului original, mulți dintre ei având în proprietate ambele mașini. 
Anumiți posesori ai MINI-ului decapotabil deplâng vizibilitatea scăzută în spate, pe care o oferă modelul decapotabil. Cu acoperișul închis, vizibilitatea este afectată de tendința de a colecta mizerie în spate pe care o au toate mașinile cu un spate vertical, combinată cu lipsa unui ștergător pe geamul din spate. Chiar și cu acoperișul deschis, barele anti-ruliu din spatele locurilor din spate și pliul acoperișului coborât obturează vizibilitatea. În încercarea de a tempera aceste critici, MINI-ul decapotabil vine standard cu senzori de proximitate (acești senzori sunt opționali pentru versiunile cu acoperiș).

## Faimă
MINI a avut un succes comercial imediat în Marea Britanie și celelalte piețe după lansarea din anul 2001. S-a vândut în mai multe exemplare decât vechiul Mini în ultimii săi ani de producție, dar nu s-a bucurat niciodată de vânzările de care s-a bucurat Mini-ul în anii 1960 și 1970. S-a vândut totuși în mai mult de 40 000 de mii de exemplare anual în UK, și nu a fost departe de Top 10 în niciun an.
MINI One este populară printre cumpărătorii care își doresc o mașină performantă și cu stil, dar care este în același timp economică, în timp ce versiunile Cooper și Cooper S sunt alternative pentru mașini de oraș cu veleități sportive.